# Hans Ulrich Geschke
Hans-Ulrich Geschke (ur. 16 maja 1907 we Frankfurcie nad Odrą, zm. ?) – niemiecki zbrodniarz wojenny, esesman.

## Życiorys
Ukończył prawo, studiując na uniwersytecie w Berlinie i Getyndze, członek NSDAP od 1932, członek SS. Od 1934 pracownik Gestapo. W 1939 awansowany na stanowisko szefa Gestapo w Pradze. Od marca 1944 działał na Węgrzech. W 1944 za zasługi, głównie w masowym mordowaniu Żydów węgierskich, otrzymał stopień SS-Oberführer. Po wojnie zaginął. Uznany za zmarłego w 1959.

## Literatura dodatkowa
- Ernst Klee, Das Personenlexikon zum Dritten Reich, Frankfurt/Main 2003